# Wes Piermarini
Wes Piermarini (ur. 19 listopada 1982 w Northampton) – amerykański wioślarz, reprezentant Stanów Zjednoczonych w wioślarskiej dwójce podwójnej podczas Letnich Igrzysk Olimpijskich w Pekinie.

## Osiągnięcia
- Igrzyska Olimpijskie – Pekin 2008 – dwójka podwójna – 12. miejsce[1].